# Harry Holman

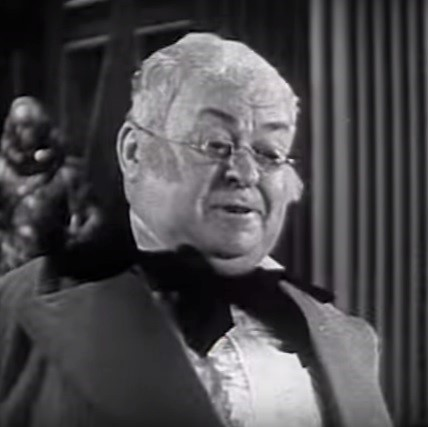
Holman in Oliver Twist (1933)

Harry James Holman (Conway, 15 marzo 1862 – Hollywood, 3 maggio 1947) è stato un attore statunitense.

## Filmografia parziale
- The Dark Horse, regia di Alfred E. Green (1932)
- Il dottor X (Doctor X), regia di Michael Curtiz (1932)
- I conquistatori (The Conquerors), regia di William A. Wellman (1932)
- Oliver Twist, regia di William J. Cowen (1933)
- Hoi Polloi, regia di Del Lord (1935)
- Arriva John Doe (Meet John Doe), regia di Frank Capra (1941)
- La vita è meravigliosa (It's a Wonderful Life), regia di Frank Capra (1946) - non accreditato